# Juan Bosch

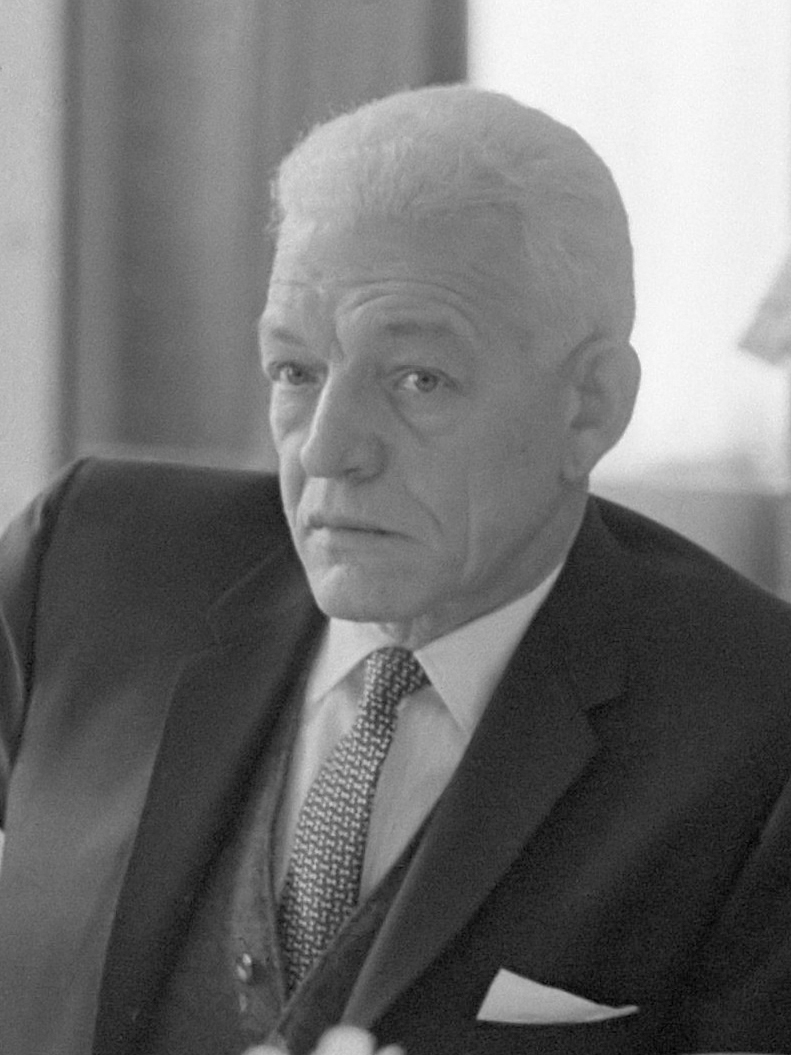
Juan Bosch (1963)

Juan Emilio Bosch Gaviño (* 30. Juni 1909 in La Vega; † 1. November 2001 in Santo Domingo) war ein Politiker und Schriftsteller. Als gemäßigter Linker war er 1961, bis zu seinem Sturz durch konservative Militärs, während sieben Monaten Staatschef der Dominikanischen Republik.

## Leben
Nach der Machtergreifung des Diktators Rafael Leónidas Trujillo im August 1930 begab sich Bosch ins Exil nach Puerto Rico und Kuba. In dieser Zeit bereiste er zahlreiche Länder in Lateinamerika und Europa, in denen er um Unterstützung für die Realisierung demokratischer Zustände in seiner Heimat warb. In Chile gewann er die Freundschaft des Linkspolitikers Salvador Allende und des Schriftstellers Pablo Neruda.
Nach der Ermordung Trujillos am 30. Mai 1961 kehrte Bosch in die Dominikanische Republik zurück und stellte sich Ende 1962 als Kandidat des Partido Revolucionario Dominicano (PRD) den ersten freien Präsidentenwahlen seit 1930, die er mit 60 % der Stimmen gewann. Am 27. Februar 1963 trat er sein Amt an. In seiner Regierungstätigkeit richtete er das Augenmerk auf eine Demokratisierung des Landes, auf die Durchsetzung sozialer Reformen und auf eine von den USA unabhängige Politik. Dadurch geriet er in Misskredit seitens der dominikanischen Oligarchie, der katholischen Kirche und der Vereinigten Staaten, die ihn der Anhängerschaft des Kommunismus bezichtigten und sich gegen ihn verbündeten. In einem von der CIA unterstützten Militärputsch wurde Bosch nach einer Amtszeit von nur sieben Monaten am 25. September 1963 gestürzt und erneut genötigt, sich ins Exil zu begeben. Die Macht übernahm in der Folge eine Dreierjunta (Triumvirat), die sich auf Militärwillkür und politischen Terror stützte.
Unterdessen bildete sich in der Dominikanischen Republik eine Bewegung für die Wiederherstellung verfassungsmäßiger Zustände und die Rückkehr von Bosch. Ihre Unterdrückung und Verfolgung durch die Militärs und die Polizei führten Mitte April 1965 zu einer landesweiten Volkserhebung (April-Revolution). Die Parteigänger Boschs, unterstützt  vom Oberst Francisco Caamaño, gewannen schnell die Oberhand, entmachteten die Militärjunta und setzten eine provisorische Regierung ein. Darauf ersuchten rechtsgerichtete Teile des Militärs die USA um Entsendung von Truppen. Diese entsprachen dem „Hilferuf“ und schickten 42.000 Marines in die Dominikanische Republik, um die „linke“ Volkserhebung und „kommunistische Gefahr“ abzuwenden. Auch Brasilien (rund 1000 Mann) sowie Honduras, Nicaragua und Paraguay schickten Truppen. El Salvador und Costa Rica brachten als symbolische Präsenz einige Angehörige der Zivilgarde in die Dominikanische Republik. In den darauf folgenden Kämpfen verloren über 5.000 Dominikaner ihr Leben.
Die Amerikaner blieben im Land, bis der aus den USA angereiste Joaquín Balaguer (1906–2002) – der schon Staatspräsident unter Trujillo war – in angeblich manipulierten „Wahlen“ das höchste Staatsamt im Sinne der Bosch-Gegner zu erstreiten vermochte. Erst 1990 bewarb sich Juan Bosch erneut um das Präsidentenamt, wurde aber von Balaguer mit einer hauchdünnen Stimmenmehrheit geschlagen. Auch 1994 unterlag er seinem schon traditionellen Widersacher.

## Tätigkeit als Schriftsteller
Neben seiner politischen Tätigkeit war Juan Bosch auch und vor allem als einer der großen zeitgenössischen Schriftsteller und Erzähler des spanischsprachigen Kulturkreises bekannt. In seinen Werken setzte er sich vielfach mit den sozialen Problemen seines Landes und der lateinamerikanischen Politik auseinander. In seinen frühen Erzählungen, die in viele Sprachen übersetzt wurden und die auch unter ästhetischen und gattungstheoretischen Aspekten in die lateinamerikanische Literaturgeschichte eingingen, thematisiert Bosch die nationale Identität der Dominikanischen Republik. Die Spätwerke weisen eher städtische Thematik auf und zeugen von einer kontinentalen und universellen Thematik.

## Werke

### Literarische Werke
- La Mañosa (Roman, 1936)
- Drei Erzählbände: Cuentos escritos antes del exilio, Cuentos escritos en el exilio, Más Cuentos escritos en el exilio.
- Das Mädchen von La Guaira. Karibische Erzählungen. Frankfurt am Main 1990, ISBN 3-7638-0140-5

### Politische Werke
- Bolívar y la guerra social
- De Cristóbal Colón a Fidel Castro
- El Caribe, frontera imperial
- Composición Social Dominicana
- El Pentagonismo, Sustituto del Imperialismo – in deutscher Sprache „Der Pentagonismus oder Die Ablösung des Imperialismus?“. Reinbek bei Hamburg 1969
- Poker de Espanto en el Caribe
- Dictaduras Dominicanas
- Clases Sociales en la República Dominicana
- Crisis de la Democracia de America en la República Dominicana
- Breve historia de la oligarquía
- Trujillo – Causas de una tiranía sin ejemplo
- La Guerra de la Restauración
- Cuentos escritos en el exilio